# Moorse architectuur

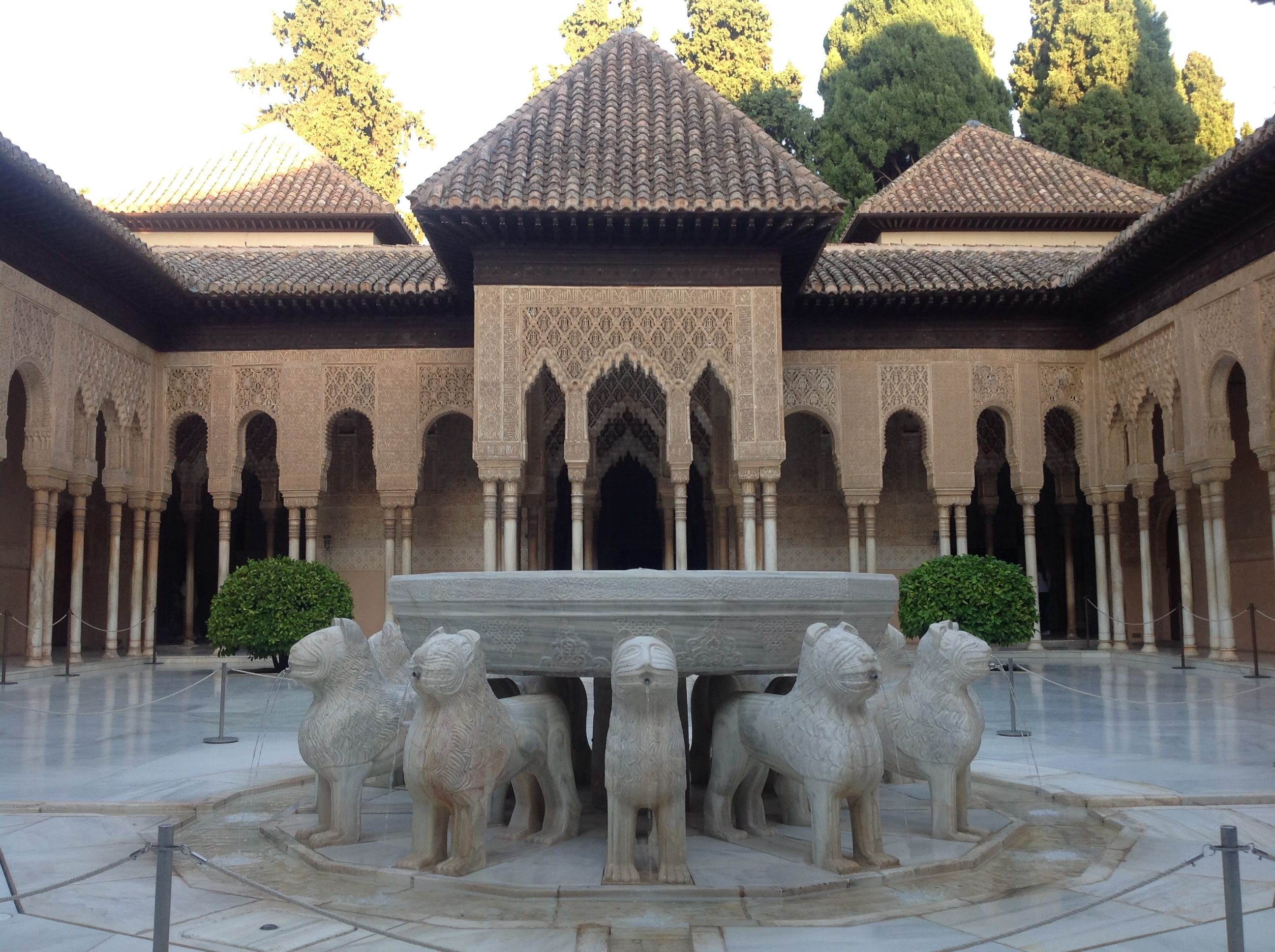
Het Leeuwenhof in het Alhambra-paleis in Granada. In de muren boven de pilaren hebben stucwerk in het sebka-motief.

De Moorse architectuur is een bouwstijl die zowel in de Maghreb en Andalusië te vinden is. Deze is ontstaan door invloeden van de de Berberse cultuur van Noord-Afrika, Romeinse, Byzantijnse en Visigotische bouwstijlen en artistieke stromingen uit het islamitische Midden-Oosten. De Moorse architectuur kenmerkt zich door het gebruik van hoefijzerbogen (vaak met stenen in verschillende kleuren) riads (betegelde binnentuinen), geometrische motieven, arabesken en muqarnas. De muren en plafonds zijn afgewerkt met houtsnijwerk, stucwerk en tegels. Opvallend is ook dat er weinig gebruik is gemaakt van gewelven of koepels terwijl dit bij veel stromingen binnen de islamitische architectuur juist wel gebruikelijk is. Verder ligt de nadruk van de decorering op de binnenkant van de gebouwen en in mindere mate op de buitenkant.
Tot de belangrijkste centra van deze artistieke ontwikkeling behoorden de hoofdsteden van rijken en moslimstaten in de geschiedenis van de regio, zoals Córdoba, Kairouan, Fes, Marrakesh, Sevilla, Granada en Tlemcen.
Na de reconquista (het einde van de islamitische overheersing in Spanje en Portugal) werd de erfenis van de Moorse architectuur voortgezet in de Mudéjar-stijl, die putte uit Moorse technieken en ontwerpen en deze aanpaste aan de christelijke structuren. Grote Moorse bouwwerken kregen een nieuwe bestemming. Zo werd de Mezquita in Córdoba, destijds de grootste moskee van Europa, ingewijd als kathedraal en later deels verbouwd. Ook het Alhambra in Granada werd verbouwd maar een groot deel van het Moorse bouwwerk werd gepaard.
In de 19e eeuw volgde een nieuwe opleving in de Neomoorse architectuur. Dit hing samen met het Oriëntalisme dat toen in zwang was. Deze stijl werd ook gebruikt in een aantal synagogen. Een voorbeeld daarvan is de synagoge van Groningen en de Hollandse Synagoge in Antwerpen.